# Marie Medicejská (1540–1557)
Marie Lucrezia Medicejská (3. dubna 1540, Florencie – 19. listopadu 1557, Livorno) byla florentská princezna.

## Život
Narodila se 3. dubna 1540 ve Florencii jako dcera velkovévody Cosima I. Medicejského a velkovévodkyně Eleonory z Toleda.
Marie byla vychovávána jako skutečná princezna. Spolu s rodinou žila v Palazzo Vecchio. Mezi její učitele patřil např. Pier Francesco Riccio. Kronikáři uvádějí, že mluvila plynně španělsky.
V raném věku byla naplánována její svatba s vévodou Alfonsem II. d'Este, se kterým byla zasnoubena. Svatba se neuskutečnila, protože 19. listopadu 1557 zemřela na malárii. Pohřbena byla v oratoři Fortezza Vecchia v Livornu.